# Vernéřov (Aš)
Vernéřov (německy Wernersreuth) je vesnice ležící na západě České republiky, část města Aš v okrese Cheb v Karlovarském kraji. Nachází se v nadmořské výšce 602 metrů, v údolí mezi vesnicemi Horní Paseky a Dolní Paseky. Od Aše je Vernéřov vzdálen zhruba čtyři kilometry. Vernéřov je ve společném osadním výboru s obcemi Dolní Paseky a Horní Paseky.

## Historie
První písemná zmínka o obci pochází z roku 1395.
V 15. století byl ve Vernéřově nalezen cín. V roce 1490 získávají bratři Vít a Oldřich Zedtwitzovi povolení těžit zde zlato, stříbro a cín od českého krále Vladislava Jagellonského. Zedtwitzové těžili na Ašsku kovy ještě na přelomu 17. a 18. století. Pozůstatky vernéřovských dolů jsou dnes chráněnou přírodní památkou.
Na konci 19. století žilo ve Vernéřově okolo 1000 obyvatel. Po druhé světové válce, kdy bylo německé obyvatelstvo vysídleno, se tento počet radikálně snížil.

## Obyvatelstvo
Při sčítání lidu v roce 1921 zde žilo 1 058 obyvatel, z toho pět Čechů, 1 025 obyvatel německé národnosti a 28 jiné národnosti. K římskokatolické církvi se hlásilo 204 obyvatel, 837 k evangelické církvi, 17 bylo bez vyznání.
| Rok                                                                         | 1869  | 1880  | 1890  | 1900  | 1910  | 1921  | 1930  | 1950 | 1961 | 1970 | 1980 | 1991 | 2001 | 2011 | 2021 |
| --------------------------------------------------------------------------- | ----- | ----- | ----- | ----- | ----- | ----- | ----- | ---- | ---- | ---- | ---- | ---- | ---- | ---- | ---- |
| Počet obyvatel                                                              | 1 091 | 1 061 | 1 020 | 1 071 | 1 257 | 1 058 | 1 151 | 225  | 186  | 141  | 117  | 104  | 106  | 123  | 155  |
| Počet domů                                                                  | 140   | 144   | 146   | 150   | 181   | 176   | 190   | 200  | 93   | 43   | 39   | 48   | 47   | 54   | 60   |
| Do počtu domů v roce 1961 jsou zahrnuty i domy v Dolních a Horních Pasekách |       |       |       |       |       |       |       |      |      |      |      |      |      |      |      |

## Obecní správa
Při sčítání lidu v letech 1850–1975 Vernéřov byl samostatnou obcí v okresu Aš, od roku 1960 v okrese Cheb. Od 1. ledna 1976 jsou částí města Aš v okrese Cheb. V letech 1960–1975 k obci patřily Dolní Paseky a Horní Paseky.

## Pamětihodnosti
Místní hřbitov byl po druhé světové válce téměř zničen. V 90. letech 20. století byl jeho prostor upraven a nalezené náhrobní kameny byly vráceny zpět. Před hřbitovem se nachází památník obětem první světové války. Zajímavou budovou je zde také bývalá škola, která jako jediná ve Vernéřově má menší cibulovitou věžičku. Zachován zůstal i hostinec, který svému účelu slouží dodnes. Nad bývalým mlýnem se nachází takzvaná Petrova studánka, kterou v roce 1912 vybudoval ašský měšťan Gustav Geipel. Ta byla v roce 1994 rekonstruována.
Dříve se ve Vernéřově nacházela i policejní stanice. Ta byla před několika lety zrušena. V současné době zde probíhá výstavba nových rodinných domků.[kdy?]

## Galerie

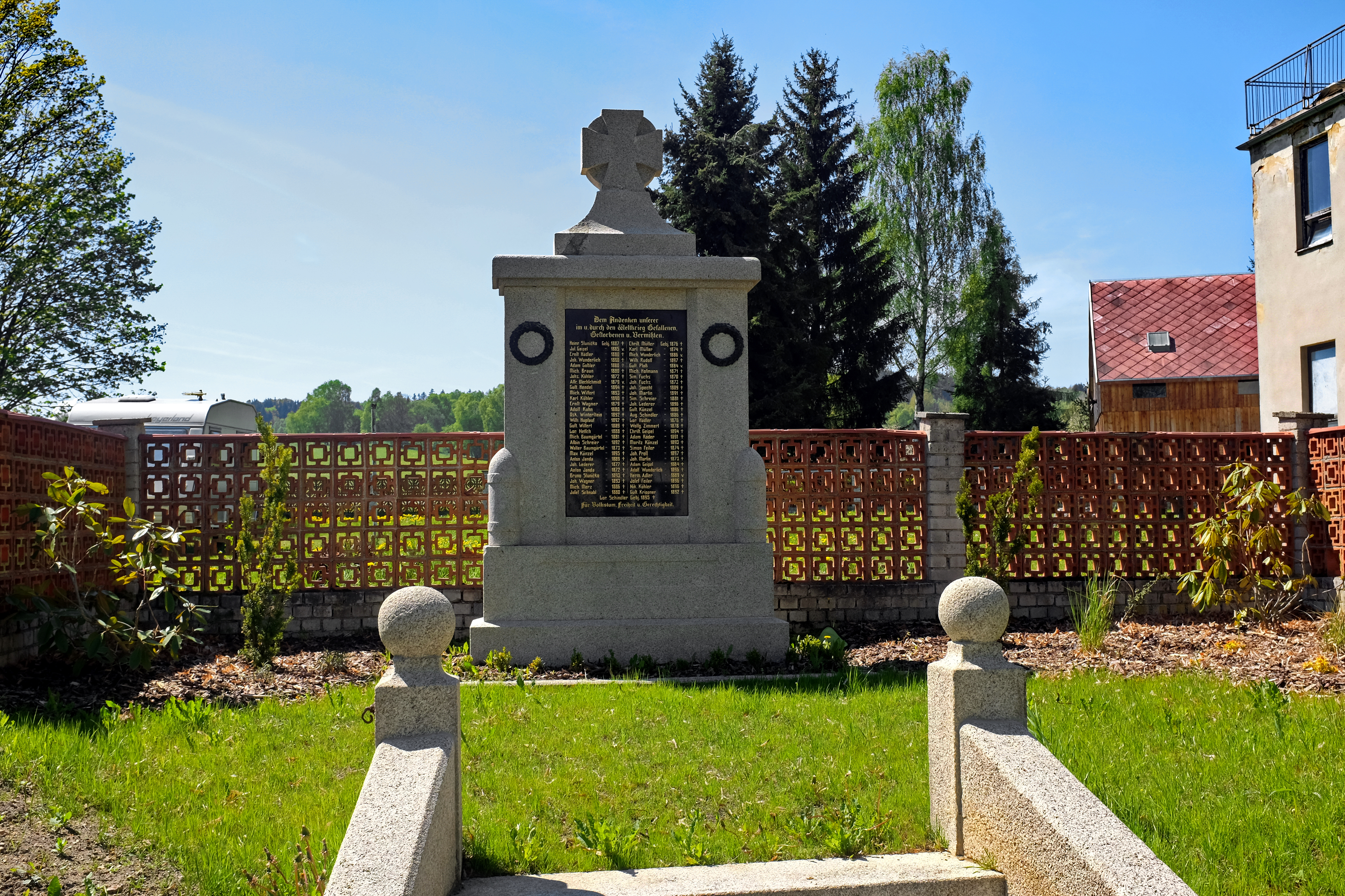
Památník obětem první světové války před hřbitovem
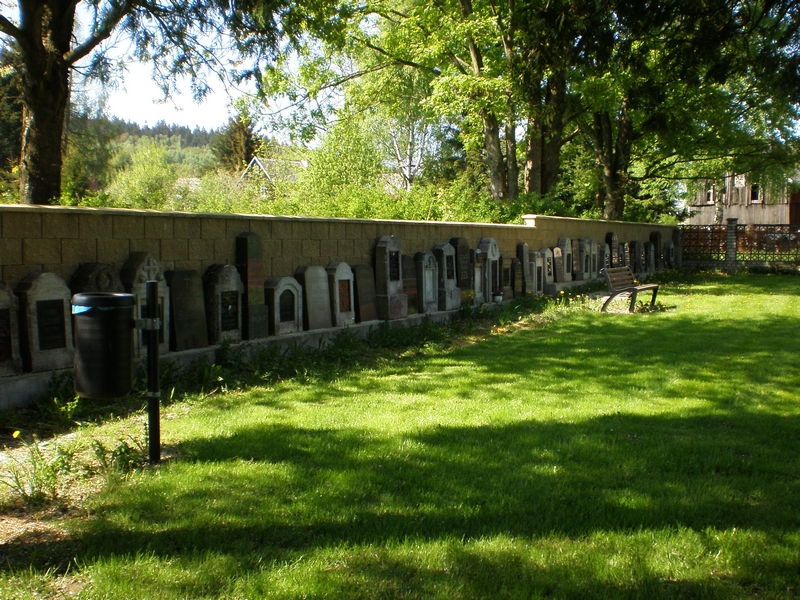
Revitalizovaný hřbitov